# Quái Vật Tí Hon
Quái Vật Tí Hon là một ban nhạc alternative rock người Việt Nam thành lập vào năm 2011. Đội hình của ban nhạc gồm có cựu thành viên của Microwave Nguyễn Công Hải (hát chính), Hồng Long (guitar bass), Hoàng Anh (keyboard) và Quang Minh (trống, bộ gõ). Album phòng thu đầu tay của nhóm có tựa Đường về phát hành năm 2011 được công chúng đón nhận tích cực, qua đó giúp nhóm có được hai đề cử giải Âm nhạc Cống hiến.

## Lịch sử hoạt động
Quái Vật Tí Hon được thành lập vào năm 2010 với đội hình chính gồm Nguyễn Công Hải (Hải Bột) giữ vai trò hát chính, Hồng Long — cựu thành viên của Gạt Tàn Đầy — đánh guitar bass, Hoàng Anh chơi keyboard và Quang Minh — cựu thành viên của Little Wings — chơi trống, bộ gõ. Trong chương trình Bài hát Việt tháng 9 năm đó, 4 ca khúc trích từ album phòng thu đầu tay Đường về đã được nhóm giới thiệu trong phần dự án âm nhạc. Ngày 25 tháng 10 năm 2011, ban nhạc trình bày đầy đủ album tại Yoko bar. Hãng phim Phương Nam là đơn vị chịu trách nhiệm phát hành album Đường về. Album đã nhận được sự tán dương lớn của công chúng, đồng thời giúp ban nhạc có được một đề cử giải Âm nhạc Cống hiến cho hạng mục album của năm và cá nhân Hải Bột cũng nhận đề cử Nhạc sĩ của năm. Báo Thể thao & Văn hóa nhận xét về album, "Album Đường về gồm 12 ca khúc nhạc rock với nhiều cảm xúc đi sâu vào nội tâm như lời giãi bày tâm sự. Những ca khúc này mang một giọng điệu riêng, đầy cá tính sáng tạo để làm nên những ca khúc nhạc rock đặc thù cho người Việt", trong khi đó báo Phụ nữ Today viết, "Album Đường về vừa ra mắt của nhóm Quái Vật Tí Hon do chính Hải “Bột” sáng tác toàn bộ phần ca khúc là một hợp tuyển những thanh âm tinh tế, chắt lọc và đầy tính giai điệu... Có thể nói, Đường về là một trong những album đáng nghe nhất của nhạc rock nói riêng và nhạc trẻ Việt Nam nói chung trong năm 2011". Tuy nhiên sau đó ban nhạc đã ngừng hoạt động một khoảng thời gian. Ngày 26 tháng 4 năm 2014 trên sân khấu Rock Concert, thủ lĩnh Hải Bột chính thức xác nhận nhóm đã tan rã, "Không còn Hải Bột hay Quái Vật Tí Hon nữa. Giờ chúng tôi là band nhạc Hòa Bình".

## Phong cách âm nhạc
Báo VietNamNet từng nhận xét về âm nhạc của Quái Vật Tí Hon, "Chọn phong cách chủ đạo là post-rock/experimental, không lạm dụng những kỹ thuật guitar điêu luyện, cũng không có những cú riff dữ dội, những nhịp trống mạnh mẽ, rockband mang cái tên ngộ nghĩnh này đã mang đến những giai điệu rất nhẹ nhàng, sâu lắng. Lối hát thủ thỉ, không màu mè về kỹ thuật cũng chẳng nổi loạn giống như bao thể loại rock khác, được vocal của nhóm "nêm nếm" vừa phải, hòa quyện chặt chẽ với giai điệu càng khiến cho các ca khúc dễ đi vào lòng người". Trang Vnrock.com thì đánh giá, "Âm nhạc của Quái Vật Tí Hon vừa có sự từng trải, lời bài hát có chất 'đời' tựa như của Gạt Tàn Đầy, vừa mang hơi thở trẻ trung, hiện đại của alternative/post rock". Báo Thể thao & Văn hóa cũng đánh giá cao về ca từ của ban nhạc, "Lẩn khuất dưới những câu chữ, tiếng đàn là một tâm hồn cực kỳ nhạy cảm, luôn dằn vặt băn khoăn vì một món nợ, một lỗi lầm nào đó mà mãi chưa trả, chưa xóa được... Quái Vật Tí Hon có được một tiếng nói, một cách kể chuyện rất riêng, rất Việt Nam mà không phải gồng mình với những tuyên xưng về bản sắc dân tộc. Mọi thứ thật tự nhiên, nhẹ nhàng, lãng đãng". Coldplay, Radiohead và Mogwai cũng được cho là những nghệ sĩ có ảnh hưởng đến nhạc của Quái Vật Tí Hon.

## Thành tựu

### Giải thưởng
| Năm  | Giải thưởng                    | Các đề cử           | Hạng mục               | Kết quả   | Nguồn       |
| ---- | ------------------------------ | ------------------- | ---------------------- | --------- | ----------- |
| 2012 | Giải Âm nhạc Cống hiến         | Đường về            | Album của năm          | Đề cử     | [ 2 ]       |
| 2012 | Giải Âm nhạc Cống hiến         | Nguyễn Công Hải     | Nhạc sĩ của năm        | Đề cử     | [ 3 ]       |
| 2012 | Giải thưởng Video Âm nhạc Việt | MV "Đã bao lâu rồi" | Ban nhạc xuất sắc nhất | Đoạt giải | [ 6 ] [ 7 ] |

## Thành viên
- Nguyễn Công Hải — hát chính
- Hồng Long — guitar bass
- Hoàng Anh — keyboard
- Quang Minh — trống, bộ gõ

## Đĩa nhạc
- Đường về (2011)